# 解說研究期刊
《解說研究期刊》是一份1996年發行的學術期刊。該期刊每兩個月出版一次，內容以環境教育和棲息地解說的研究和討論為主。目前，期刊的主編是Carolyn Widner Ward。

## 外部連結
- 官方网站